# Terra Naomi

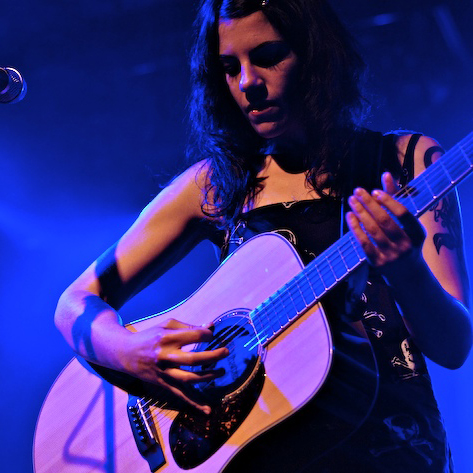
Terra Naomi

Terra Naomi (ur. 23 czerwca 1979) – amerykańska piosenkarka alternatywnego rocka i muzyki pop. Sławę przyniósł jej zamieszczony w serwisie Youtube utwór "Say It's Possible". Urodzona w stanie Nowy Jork, aktualnie mieszka w Los Angeles. Pisze teksty, śpiewa, gra na gitarze oraz pianinie.

## Życiorys
Terra Naomi urodziła się w mieście Saratoga Springs, w stanie Nowy Jork i przez pierwsze kilka lat swojego życia dorastała na farmie. Następnie wraz z rodziną przeprowadzili się do Cleveland w Ohio, gdzie mieszkali przez sześć lat zanim ostatecznie przenieśli się do Nowego Jorku, skąd pochodzi jej ojciec, z zawodu chirurg plastyczny. Jej matka jest pracownikiem socjalnym. Terra Naomi ma starszego brata oraz młodszą siostrę.

### Klasyczne początki
Naomi studiowała klasyczne pianino oraz dźwięk uczęszczając na warsztaty w Interlochen Performing Arts Camp w Michigan oraz Belvoir Terrace Fine & Performing Arts Camp dla dziewcząt w Lenox, Massachusetts. Nauczyciele przekonali ją, by starała się o zdobycie tytułu magistra w operze Uniwersytetu Michigan. W tym samym czasie Naomi również brała udział w projekcie teatralnym Opery Aspen.

## Dyskografia

### Albumy
- Terra Naomi (2002)
- Virtually (2006)
- Under the Influence (2007)
- To Know I'm OK (2011)

### Inne występy
Te piosenki ukazały się na albumach, które nie były nagraniami studyjnymi wydanymi przez Naomi.
| Rok  | Utwór                      | Album                                   |
| ---- | -------------------------- | --------------------------------------- |
| 2005 | "Ghosts of Happy Endings"  | Interlude Magazine: Compilation 1.0     |
| 2006 | "Flesh for Bones"          | Coffee House Music 2006 Female Artists  |
| 2006 | "Clean"                    | Sherrybaby OST                          |
| 2007 | "The Moment"               | Because I Said So OST                   |
| 2007 | "Flesh for Bones"          | The Word: Now Hear This! (lipiec 2007)  |
| 2010 | "Billie Jean"              | MJ Acoustic Covers - Tribute to Michael |
| 2011 | "Nobody Knows You Anymore" | Super OST                               |

### Single
| Rok wydania | Tytuł               | Nazwa albumu        | Format                          | Miejsce na listach przebojów | Miejsce na listach przebojów | Miejsce na listach przebojów |
| Rok wydania | Tytuł               | Nazwa albumu        | Format                          | U.K. Airplay                 | U.K. MTV Flux                |                              |
| ----------- | ------------------- | ------------------- | ------------------------------- | ---------------------------- | ---------------------------- | ---------------------------- |
| 2007        | "Say It's Possible" | Under the Influence | Digital Download, 7"            | -                            | 1                            |                              |
| 2007        | "Not Sorry"         | Under the Influence | Digital Download, 7", CD single | 53                           | 1                            |                              |
| 2007        | "Up Here"           | Under the Influence | Digital Download, 7", CD single | -                            | -                            |                              |

## Nagrody i nominacje
| Rok  | Nagroda                    | Nominowane dzieło   | Kategoria               | Rezultat |         |
| ---- | -------------------------- | ------------------- | ----------------------- | -------- | ------- |
| 2007 | YouTube Awards             | "Say It's Possible" | Music Video of the Year | Wygrana  |         |
| 2010 | Lilith Local Talent Search | Terra Naomi         | San Francisco           | Wygrana  | Wygrała |
| 2011 | Billboard Song Contest     | "I'll Be Waiting"   | Najlepsza piosenka pop  | Wygrana  | Wygrała |